# 福贾·萨义德
福贾·萨义德（Fouzia Saeed，1959年6月3日—）是一位社会活动家、性别专家、培训师/辅导员、发展经理、民间文化推动者、电视评论员和作家。她是两本备受好评的书的作者。她的第一本书《禁忌！：红灯区的隐藏文化》（TABOO!: The Hidden Culture of a Red Light District）。是对巴基斯坦卖淫业的文化研究。她的第二本书《与鲨鱼共事：打击我们生活中的性骚扰》（Working with Sharks: Countering Sexual Harassment in our Lives，Sanj, Pakistan, 2011），是一部自传性质的书，曝光了在联合国中的性骚扰以及她和其他10名妇女爆出自己的案件而面临联合国管理层的报复。
萨义德在巴基斯坦社会运动的积极分子圈子里很有名，她致力于解决女性问题，为此工作了数十年，特别关注那些被暴力侵害的妇女，卖淫、娱乐业中的女性，被性骚扰的女性以及女性的流动性。她在暴力侵害妇女问题上的工作跨越了20多年，其中包括1991年在巴基斯坦建立的第一个女性危机中心Bedari。十多年来，她一直致力于降低性骚扰的程度以及债务束缚对印度教女性的影响。
2009年3月10日，巴基斯坦总理优素福·拉扎·吉拉尼任命萨义德为全国妇女地位委员会15名成员之一，任期三年。随后，她于2010年5月至2012年5月被任命为性骚扰立法实施观察委员会主席。
2015年2月，总理納瓦茲·謝里夫任命萨义德为国家民俗和传统遗产Lok Virsa研究所的执行主任。她于2018年2月9日完成了任期，获得了新闻界和民间社会的热烈赞誉，因为她在振兴Lok Virsa和扩大巴基斯坦表演文化空间方面取得了卓越的成就。
萨义德曾说：“我想以我的能力、奋斗和成就来评判自己，而不是以我的性别、经济背景、国籍或信仰来标记或形成刻板印象。”

## 作品
- Saeed, Fouzia, , Lahore: Sanj, 2011
- Saeed, Fouzia, , Islamabad: Lok Virsa Press, 2011
- Saeed, Fouzia, , The Express Tribune Magazine, p. 38-39, 6–12 March 2011
- Saeed, Fouzia, , The Express Tribune Magazine, p. 34-38, 16–22 January 2011
- Saeed, Fouzia, , Newsline, September 2009
- Saeed, Fouzia, , Gangoli, Geetanjali; Westmarland, Nicole  (编), , The Policy Press, University of Bristol: 141–164, 2006, ISBN 1-86134-672-7
- Saeed, Fouzia, , Karachi: Oxford University Press, 2001, ISBN 0-19-579412-5
- Saeed, Fouzia, , Women's World, December 1991
- Saeed, Fouzia, , Lok Virsa Research Journal, 1990
- Saeed, Fouzia, , Women's World, December 1990
- Saeed, Fouzia (1991), "Queen of Hearts", Newsline.
- Saeed, Fouzia (1987), Social consequences of overseaseducation : readjustment of returning Pakistani scholars Dissertation: (Ph.D.)--University of Minnesota, 1987.